# Zastava Moldavije
Zastava Moldavije je trobojka, s tri vertikalna polja (od jarbola) plave (azure), žute (or) i crvene (gulos) boje. Na sredini žutoga polja nalazi se moldavski grb. Omjer je 1:2. U ovom obliku je službeno usvojena 27. travnja, 1990.

## Moldavija i Rumunjska
Zbog dubokih kulturnih i povijesnih veza Rumunjske i Republike Moldavije, zastave dviju država su vrlo slične.
Moldavija se smatra jednom od povijesnih rumunjskih pokrajina[nedostaje izvor], a rumunjski i moldavski jezik su praktično identični.

## Vanjske poveznice
Zastava Moldavije na stranicama Flags of the World